# Delia expansa
Delia expansa är en tvåvingeart som beskrevs av Suh och Kae Kyoung Kwon 1985. Delia expansa ingår i släktet Delia och familjen blomsterflugor.
Artens utbredningsområde är Sydkorea. Inga underarter finns listade i Catalogue of Life.